# Computer Aided Transcription
Si tratta di una particolare categoria di software che permettono la traduzione in chiaro ed in tempo reale del parlato ripreso da una tastiera stenografica. In particolare, i dati inviati dalla tastiera sono confrontati con quelli contenuti in un dizionario in formato elettronico che associa ad ogni combinazione di tasti o sequenza di combinazioni stenografiche corrispondenti al sistema abbreviativo utilizzato un determinato record, che può essere una parola, un acronimo, un nome o un comando di formattazione.

## Storia
Anche se studi e applicazioni in materia sono stati effettuati in diversi Paesi e su svariate tastiere stenografiche, l'esperienza degli Stati Uniti - forse per la notevole diffusione della tastiera "Stenotype" (ideata da Ward Stone Ireland nel 1906 e brevettata nel 1911) nell'ambito delle corti giudiziarie - è stata di primaria importanza per l'evoluzione del settore della trascrizione stenografica assistita dal computer. 
Le prime esperienze in materia risalgono ai primi anni Sessanta, quando la più grande azienda del settore, l'americana "Stenograph", fu chiamata dal governo statunitense ad offrire il proprio contributo allo sviluppo di un sistema di traduzione computerizzata delle lingue straniere, proseguendo una ricerca avviata dall'esercito e dall'IBM già nel corso degli anni Cinquanta. Il progetto includeva lo sviluppo di una tastiera stenografica per la lingua russa e l'addestramento di resocontisti bilingue al fine di copiare documenti in russo. Con tale sistema le note stenografiche impresse su una normale striscia di carta venivano lette da uno scanner ottico, che produceva dati digitali successivamente trattati da un apposito computer. Il computer traduceva le combinazioni steno nei fonemi della lingua russa e poi nei fonemi della lingua inglese; questi ultimi venivano successivamente trascritti in lingua inglese. Il sistema non era impeccabile, ma fu di grande aiuto al Governo ed all'esercito statunitense. Da questa applicazione cominciò a svilupparsi l'idea della trascrizione computerizzata delle note stenografiche. A metà degli anni Sessanta arrivarono sul mercato i primi computer con memorie magnetiche e la Stenograph decise di avviare insieme all'IBM lo sviluppo del primo sistema di trascrizione assistita, progettando una macchina stenografica che, alla pressione di ciascun tasto, oltre alle usuali note stenografiche impresse anche su una striscia di carta, produceva impulsi elettrici, che venivano registrati in forma digitale da un registratore magnetico su una comune compact cassette. Solo nel 1978 però verranno commercializzati i primi sistemi di computer aided transcription (CAT). Tale innovazione incrementò enormemente la produttività degli stenografi giudiziari e la velocità con la quale i testi potevano essere elaborati e consegnati. L'enorme successo di questi sistemi è del resto testimoniato dal vertiginoso aumento degli introiti delle ditte del settore (ad esempio, la Stenograph registrò per i successivi dieci anni una quadruplicazione del suo fatturato annuale).
Dalla metà degli anni Ottanta fanno la loro comparsa i primi personal computer e con essi i primi software per la stenografia in grado di funzionare su tali sistemi; sul finire degli anni Ottanta, si registra l'avvento dei sistemi in grado di produrre trascrizioni realtime. Avvalendosi di questa innovativa funzione, nel corso degli anni Novanta la stenografia computerizzata, uscendo dall'ambito strettamente giudiziario, varcherà nuove frontiere; ad esempio, quella della sottotitolazione televisiva per non udenti (cosiddetta close captioning) e, successivamente, dello internet speech writing (invio su Internet in tempo reale di discorsi o interventi particolarmente importanti). Contemporaneamente, alcuni produttori, intuendo le potenzialità del mercato, svilupperanno versioni internazionali dei loro software in grado di interfacciarsi con qualsiasi tastiera stenografica e in qualsiasi lingua. Attualmente i sistemi CAT sono utilizzati da pressoché tutte le tastiere stenografiche esistenti: Stenotype (USA), Grandjean (Francia), Palantype (Francia-Gran Bretagna) e Michela (Italia) (cfr. Macchina Michela.

## Principio di funzionamento
Il principio di base su cui si basano tutti i software CAT è pressoché il medesimo: l'utilizzo di un dizionario, cioè di un elenco che associa ad ogni combinazione di tasti o sequenza di combinazioni stenografiche un determinato record, che può essere una parola, un acronimo, un nome o anche un comando per il computer.
Le combinazioni sillabiche digitate sulla tastiera stenografica sono trasferite senza elaborazione alcuna al software di trascrizione, che svolge, di fatto, tutto il lavoro di traduzione ed elaborazione. Ogni combinazione, a partire dalla prima pervenuta, viene cioè confrontata con i record del dizionario che cominciano con quella medesima combinazione, partendo da quello contenente una sequenza di sillabe più lunga fino ad arrivare ai singoli monosillabi. Qualora il software identifichi un'equivalenza, la sillaba o la successione di sillabe verrà immediatamente tradotta (verrà cioè sostituita con il record presente nel dizionario); in caso di esito negativo, il programma passerà ad analizzare la sillaba successiva.
	È piuttosto agevole intuire che un siffatto processo, rigidamente basato sul criterio gerarchico "della sillaba più lunga", sebbene in grado di interpretare correttamente buona parte delle sequenze sillabiche, non è esente da possibili ambiguità. Tali ambiguità interpretative vengono comunemente definite "conflitti".
	I conflitti possibili sono di due categorie: conflitti di interpretazione ('translation conflicts') e conflitti di confine ('boundary conflicts'). I primi derivano dalle modalità abbreviative del sistema stenografico usato; i secondi sono invece una conseguenza dell'applicazione del  principio gerarchico.
	I conflitti di interpretazione ricorrono tutte le volte che l'operatore per indicare termini diversi usa la medesima abbreviazione o sequenza di stenogrammi. Ad esempio, per il sistema Stenotype americano: "MAID = made\maid"; DAOE-VAOIS = device\devise"; SAOER-YAL = serial\cereal".
I conflitti di confine sono invece maggiormente correlati al principio di funzionamento del programma, quello cioè della "sillaba più lunga", che opta sempre per il record che comprende il maggior numero di sillabe, il quale in alcuni casi può produrre ambiguità circa l'inizio e la fine della sequenza steno. Ad esempio, sempre con riferimento al sistema americano Stenotype: "A-LONG = along\a long"; "DREKT/OR = director\direct or". In alcuni casi, la presenza di una definizione di due o più sillabe può portare ad un'inesatta traduzione della sequenza sillabica, nonché delle sillabe successive (ad esempio, la definizione "LAI-DI = lady", nel caso si scriva "lay details..." produrrà la traduzione inesatta "lady tails").
	Per eliminare tali problemi - la cui incidenza e tipologia varia notevolmente a seconda della teoria abbreviativa utilizzata - sono possibili due soluzioni: la prima è quella di modificare alcuni criteri abbreviativi; la seconda prevede l'utilizzo di algoritmi di risoluzione basati su regole grammaticali. La prima strada è stata seguita sul finire degli anni Ottanta, quando, subito dopo l'arrivo sul mercato americano dei sistemi realtime, anche per la limitata potenza elaborativa e la ridotta capacità delle memorie di cui disponevano i computer dell'epoca, diverse scuole di stenografia iniziarono a proporre le cosiddette teorie "conflict free" (ad es: StenEd), suggerendo modifiche più o meno estese delle teorie abbreviative fino ad allora utilizzate al fine di diversificare il più possibile, anche con sequenze sillabiche più estese, la scrittura delle parole simili. In diversi casi, le teorie proposte, seppure ineccepibili dal punto di vista del risultato finale (testi perfetti, senza alcuna ambiguità), finirono per perdere di vista l'obiettivo fondamentale di qualsiasi forma di stenografia, la scrittura celere, trasformandola in una sorta di dattilografia veloce. Per questo motivo, verso la metà degli anni Novanta vi fu un certo ripensamento e tali teorie vennero progressivamente abbandonate. La seconda strada iniziò ad affermarsi con l'arrivo sul mercato delle macchine Pentium e dei sistemi operativi di ultima generazione, che consentivano logiche di risoluzione sempre più raffinate ed evolute. Al giorno d'oggi tale strada sembra oggi quella prevalente, essendo i conflitti in questione gestiti quasi del tutto dal computer piuttosto che all'operatore.